# Elmar Messner
Elmar Messner (ur. 28 sierpnia 1970 w Brunico) – włoski snowboardzista, wicemistrz świata.

## Kariera
W Pucharze Świata zadebiutował 24 listopada 1994 roku w Zell am See, gdzie zajął ósme miejsce w slalomie równoległym (PSL). Tym samym już w swoim debiucie wywalczył pierwsze pucharowe punkty. Na podium zawodów pucharowych po raz pierwszy stanął 22 stycznia 1995 roku w San Candido, kończąc rywalizację w slalomie na drugiej pozycji. W zawodach tych rozdzielił Thedo Remmelinka z Holandii i swego rodaka, Petera Pichlera. Łącznie dziewięć razy stawał na podium zawodów PŚ, odnosząc przy tym cztery zwycięstwa: 17 grudnia 1996 roku w Sun Peaks i 17 stycznia 1997 roku w Kreischbergu był najlepszy w snowcrossie, 26 lutego 1998 roku w Oberstdorfie wygrał w slalomie równoległym, a 20 stycznia 1999 roku w Gstaad triumfował w gigancie. Najlepsze wyniki osiągnął w sezonie 1996/1997, kiedy to zajął szóste miejsce w klasyfikacji generalnej, a w klasyfikacji snowcrossu zdobył Małą Kryształową Kulę.
Jego największym sukcesem jest srebrny medal w slalomie równoległym wywalczony na mistrzostwach świata w San Candido w 1997 roku. Uplasował się tam między Mikiem Jacobym z USA i Niemcem Berndem Kroschewskim. Był to jego jedyny medal w międzynarodowych zawodach tej rangi. Zajął też między innymi dziewiąty w PSL podczas mistrzostw świata w Berchtesgaden dwa lata później. Brał też udział w igrzyskach olimpijskich w Nagano w 1998 roku, gdzie zajął 13. miejsce w gigancie.
W 2000 r. zakończył karierę.

## Osiągnięcia

### Igrzyska olimpijskie
| Miejsce | Dzień    | Rok  | Miejscowość | Konkurencja | Zwycięzca       |
| ------- | -------- | ---- | ----------- | ----------- | --------------- |
| 13.     | 8 lutego | 1998 | Nagano      | Gigant      | Ross Rebagliati |

### Mistrzostwa świata
| Miejsce | Dzień       | Rok  | Miejscowość   | Konkurencja       | Zwycięzca           |
| ------- | ----------- | ---- | ------------- | ----------------- | ------------------- |
| 13.     | 28 stycznia | 1996 | Lienz         | Slalom równoległy | Ivo Rudiferia       |
| 15.     | 22 stycznia | 1997 | San Candido   | Gigant            | Thomas Prugger      |
| 2.      | 23 stycznia | 1997 | San Candido   | Slalom równoległy | Mike Jacoby         |
| 15.     | 26 stycznia | 1997 | San Candido   | Snowboardcross    | Helmut Pramstaller  |
| 15.     | 13 stycznia | 1999 | Berchtesgaden | Gigant            | Markus Ebner        |
| 32.     | 14 stycznia | 1999 | Berchtesgaden | Gigant równoległy | Richard Richardsson |
| 9.      | 15 stycznia | 1999 | Berchtesgaden | Slalom równoległy | Nicolas Huet        |
| 18.     | 17 stycznia | 1999 | Berchtesgaden | Snowboardcross    | Henrik Jansson      |

### Puchar Świata

#### Miejsca w klasyfikacji generalnej
- sezon 1994/1995: -
- sezon 1995/1996: 29.
- sezon 1996/1997: 6.
- sezon 1997/1998: 7.
- sezon 1998/1999: 21.
- sezon 1999/2000: 9.

#### Miejsca na podium
1. San Candido – 22 stycznia 1995 (slalom) - 2. miejsce
2. Sun Peaks – 17 grudnia 1996 (snowcross) - 1. miejsce
3. Kreischberg – 17 stycznia 1997 (snowcross) - 1. miejsce
4. Morioka – 19 lutego 1997 (snowcross) - 3. miejsce
5. Sestriere – 5 grudnia 1997 (slalom równoległy) - 3. miejsce
6. Oberstdorf – 26 lutego 1998 (slalom równoległy) - 1. miejsce
7. Sestriere – 28 listopada 1998 (gigant równoległy) - 2. miejsce
8. Gstaad – 20 stycznia 1999 (gigant) - 1. miejsce
9. Sapporo – 18 lutego 2000 (gigant równoległy) - 2. miejsce